# Torneo de Bastad 2010
El Torneo de Bastad es un evento de tenis que se disputa en Bastad, Suecia,  se juega entre el 12 y 19 de junio de 2010.

## Campeones

### Individuales Masculino
Nicolás Almagro vence a  Robin Söderling  7–5, 3–6, 6–2.

### Individuales Femenino
Aravane Rezaï vence a  Gisela Dulko 6–3, 4–6, 6–4.

### Dobles Masculino
Robert Lindstedt /  Horia Tecău vencen a  Andreas Seppi /  Simone Vagnozzi 6–4, 7–5.

### Dobles Femenino
Gisela Dulko /  Flavia Pennetta vencen a  Renata Voráčová /  Barbora Záhlavová-Strýcová 7–6(0), 6–0.